# Матю Пери
Матю Лангфорд Пери (на английски: Matthew Langford Perry) е канадско-американски телевизионен и филмов актьор, продуцент и сценарист, номиниран за „Златен глобус“, „Сателит“ и четири награди „Еми“. Пери е най-известен с ролята на Чандлър Бинг в хитовия сериал „Приятели“. Други известни филми с негово участие са „Бързата работа“, „Девет ярда“, „Призовка за Сара“, „Десет ярда“ и „Историята на Рон Кларк“.

## Детство и младежки години
Матю Пери е роден на 19 август 1969 г. в Уилямстаун, Масачузетс, САЩ, в семейството на журналистката Сюзан Пери и актьора Джон Бенет Пери. Родителите му се развеждат докато е още бебе и Матю се премества да живее в Отава, Канада с майка си. В Канада майка му работи като прессекретар на канадския министър-председател Пиер Трюдо.
Матю учи първо в училището „Рокклиф Парк“, а след това в колеж „Ашбъри“ в Отава. Като юноша Матю тренира тенис на корт и става юношески играч от висок ранг. Той има намерение да започне професионална тенис кариера, но по-късно след като се премества да живее в Лос Анджелис при баща си, решава да се насочи към актьорството.

## Кариера
В началото на 80-те години Пери играе малки роли в няколко телевизионни продукции. Пробивът му е през 1987 г. с главна роля в телевизионния сериал „Втори шанс“. Следват още няколко сериала и филми.
Голяма популярност му носи ролята на Чандлър Бинг в сериала „Приятели“, сниман от 1994 до 2004 г.
През 1997 г. се снима със Салма Хайек във филма „Бързата работа“. Между 1999 и 2004 г. участва в комедиите „Танго за трима“, „Девет ярда“ и „Десет ярда“. През 2002 се снима във филма „Призовка за Сара“, където му партнира Елизабет Хърли.
От 2006 до 2007 г. играе Мат Алби в сериала „Студио 60“, а през 2009 г. участва във филма „Отново на 17“ със Зак Ефрон.
Общо в кариерата си е номиниран четири пъти за награда „Еми“. През 2002 г. е номиниран за „Еми“ в категория „главна мъжка роля“ за сериала „Приятели“, през 2003 и 2004 г. е номиниран в категория „гост актьор“ за „Западното крило“, а през 2007 г. е номиниран в категория „главна мъжка роля“ за телевизионния филм „Историята на Рон Кларк“.
В периода 2015 – 2017 г. Пери играе Оскар Мадисън в ситкома „Странната двойка“, базиран на едноименната пиеса на драматурга Нийл Саймън.
Написва и изпълнява главната роля в пиесата „Краят на копнежа“, която се играе на Уест Енд през 2016 г.
Пери и петимата му колеги от сериала „Приятели“ участват в „Приятели: Отново заедно“ по Ейч Би Оу Макс през 2021 г.

## Личен живот
През 1996 г. има любовна връзка с Джулия Робъртс. През 2003 г. има връзка с актрисата Лорън Греъм. От 2006 до 2012 г. има любовна връзка с актрисата Лизи Каплан.

## Други дейности
През 2022 г. автобиографичният му роман „Приятели, любовници и голямото ужасно нещо“ излиза на пазара. В него Пери говори за своите лични връзки, кариера, както и за борбата с неговата зависимост към наркотиците.

## Смърт
На 28 октомври 2023 г., след подаден сигнал, полицаи откриват 54-годишния Матю Пери мъртъв в джакузито в дома си в Лос Анджелис. Оставя след себе си своите родители. Погребан е в частния гробищен комплекс Forest Lawn в Лос Анджелис.

## Избрана филмография
- „Втори шанс“ (сериал, 1987 – 1988)
- „Една нощ от живота на Джими Риърдън“ (1988)
- „Танци до зори“ (тв филм, 1988)
- „Тя е неуправляема“ (1989)
- „Сидни“ (сериал, 1990)
- „Кой е шефът тук?“ (сериал, 1990)
- „Наричай ме Ана“ (тв филм, 1990)
- „Бевърли Хилс, 90210“ (сериал, 1991)
- „Приятели“ (сериал, 1994 – 2004)
- „Паралелни животи“ (тв филм, 1994)
- „Шоуто на Джон Ларокет“ (сериал, 1995)
- „Карълайн в града“ (сериал, 1995)
- „Бързата работа“ (1997)
- „Почти герои“ (1998)
- „Танго за трима“ (1999)
- „Девет ярда“ (2000)
- „Хлапакът“ (2000)
- „Али Макбийл“ (сериал, 2002)
- „Призовка за Сара“ (2002)
- „Западното крило“ (сериал, 2003)
- „Десет ярда“ (2004)
- „Смешно отделение“ (сериал, 2004)
- „Историята на Рон Кларк“ (тв филм, 2006)
- „Студио 60“ (сериал, 2006 – 2007)
- „Безчувствен“ (2007)
- „Птиците на Америка“ (2008)
- „Отново на 17“ (2009)
- „Детска болница“ (сериал, 2011)
- „Слънчасали“ (сериал, 2011)
- „Добрата съпруга“ (сериал 2012 – 2013)
- „Смело напред“ (сериал 2012 – 2013)
- „Агнешко“ (сериал, 2014)
- „Странната двойка“ (сериал, 2015 – 2017)
- „Семейство Кенеди: След Камелот“ (2017)
- „Приятели: Отново заедно“ (2021)